# La Gran Calabaza
La Gran Calabaza (The Great Pumpkin, en el inglés original) es un personaje fantasma de la tira cómica Peanuts, creada por Charles M. Schulz.
La Gran Calabaza es una figura mítica (del estilo de Papá Noel) que parece existir solamente en la imaginación de Linus Van Pelt. Todos los años en la noche de brujas, Linus se sienta en un huerto de calabazas a esperar la aparición de la Gran Calabaza. Aunque la calabaza sigue sin aparecer año tras año, Linus jura que volverá a esperarla el año siguiente.
La inquebrantable fe de Linus, así como su deseo de despertar esa misma fe en otros, ha sido interpretada como una parodia del cristianismo evangélico. El autor siempre defendió que el único motivo de la broma era la hilaridad de que Linus confundiera la noche de brujas con la Navidad.